# تأثير بن فرانكلين

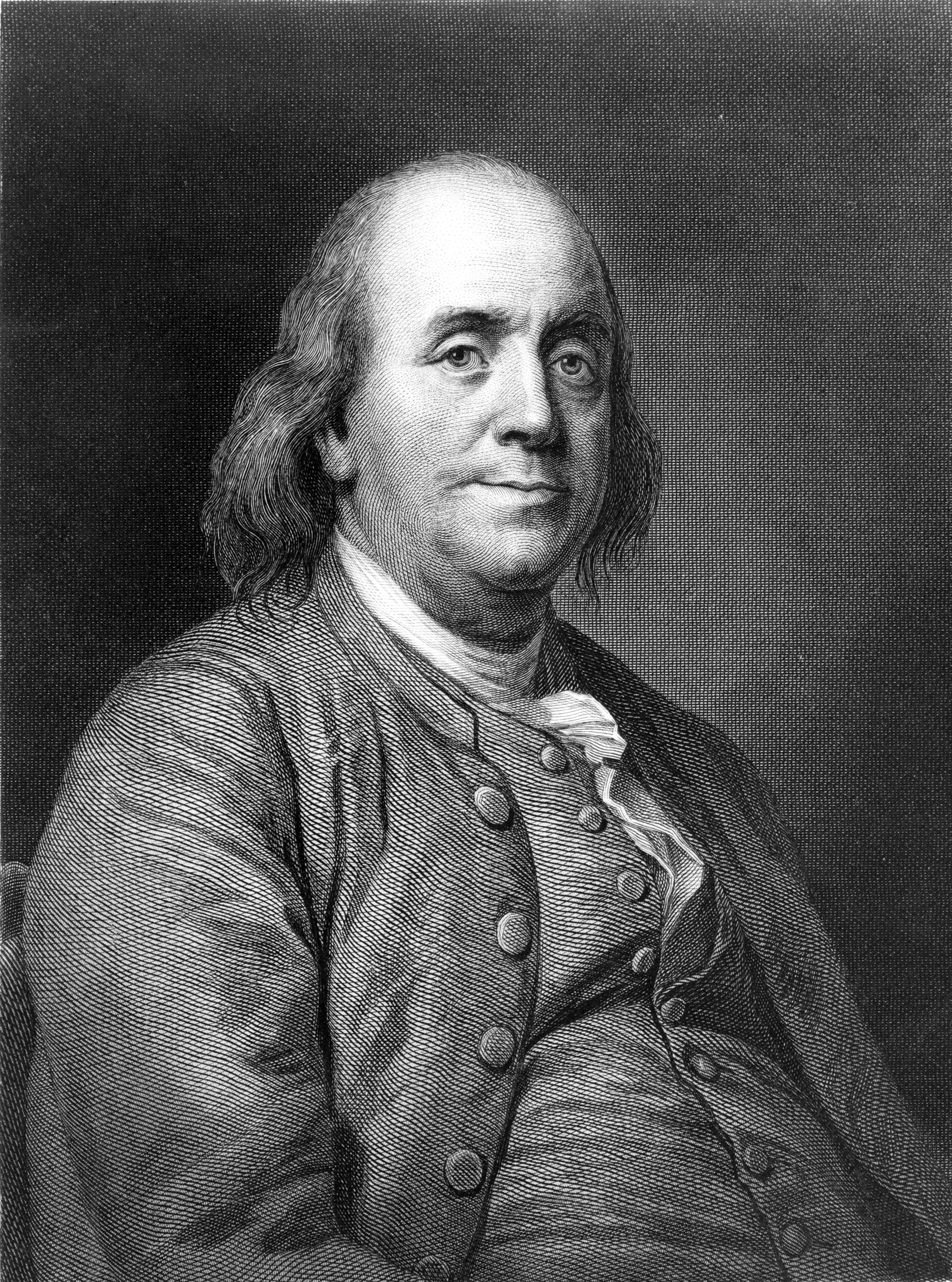
الشخصية التي أطلق اسمها على التأثير، بنجامين فرانكلين

تأثير بن فرانكلين هو نتيجة نفسية: حيث أن احتمالية أن يقوم من قام بإسداء جميل أو معروف لشخص ما بإسداء ذلك الشخص معروفًا آخر تزيد عن الاحتمالية لو أنه تلقى معروفًا أو جميلاً من ذلك الشخص. وبالمثل، فإن الشخص الذي يسبب أذى لشخص آخر يكون لديه رغبة أكثر في إيذائه مرة أخرى مقارنة برغبة الضحية في الثأر.

## إدراك فرانكلين للتأثير
يقول بنجامين فرانكلين، الذي أدرك التأثير بشكل واسع والذي ينسب إليه اسمه، «إن الشخص الذي أسدى إليك معروفًا يكون أكثر استعدادًا لفعل معروف آخر لك أكثر من الشخص الذي أسديته معروفًا.»
وفي سيرته الذاتية، يشرح فرانكلين كيف تعامل مع عداء أحد المشرعين المنافسين عندما عمل في الهيئة التشريعية لولاية بنسلفانيا في القرن الثامن عشر:

## التأثير كمثال للاختلاف المعرفي
تم الاستشهاد بهذا الإدراك الخاص بفرانكلين كنموذج في نظرية التنافر، التي تقول إن الناس يغيرون من مواقفهم وسلوكهم للتخلص من حالات التوتر أو «التنافر», بين أفكارهم ومواقفهم وتصرفاتهم. وفي حالة تأثير بن فرانكلين، فإن التنافر يكون بين المواقف السلبية لشخص ما تجاه شخص آخر والمعرفة بأنه قام بإسداء معروف لذلك الشخص.

## كتابات أخرى
- Jecker، John (1969). "Liking a Person as a Function of Doing Him a Favor". Human Relations. ج. 22 ع. 4: 371–378. DOI:10.1177/001872676902200407. {{استشهاد بدورية محكمة}}: الوسيط author-name-list parameters تكرر أكثر من مرة (مساعدة)
- Schopler، John؛ Compere، John S. (1971). "Effects of being kind or harsh to another on liking". Journal of Personality and Social Psychology. ج. 20 ع. 2: 155–159. DOI:10.1037/h0031689. ISSN:0022-3514.

## وصلات خارجية
1. ↑  A more detailed explanation appears at the page on the Ben Franklin effect at changingminds.org. نسخة محفوظة 26 يوليو 2017 على موقع واي باك مشين.
2. ↑  From The Autobiography of Benjamin Franklin, as given in Benjamin Franklin: Writings, ed. J.A. Leo Lemay (NY: Library of America, 1987), p. 1404. ISBN 0-940450-29-1.
3. ↑  Paul Henry Mussen, Mark R. Rosenzweig Arthur L. Blumenthal (1979). Psychology: an introduction, p.403. University of Michigan. ISBN 0-669-01672-1
4. ↑  Tavris، Carol (2008). Pinter and Martin. ص. 28–29. ISBN:978-1-905177-21-9. {{استشهاد بكتاب}}: النص "titleMistakes were made (but not by me)" تم تجاهله (مساعدة)، الوسيط |title= غير موجود أو فارغ (مساعدة)، والوسيط author-name-list parameters تكرر أكثر من مرة (مساعدة)